# Ostřice měkkoostenná
Ostřice měkkoostenná (Carex muricata, syn.: Vignea muricata, Carex pairae auct.), je druh jednoděložné rostliny z čeledi šáchorovité (Cyperaceae). Někdy je udávána také pod jménem tuřice měkkoostenná. Druh je součástí taxonomicky složitého komplexu Carex muricata agg., tento článek pojednává o ostřici měkkoostenné v užším pojetí (Carex muricata s. str.).

## Popis
Jedná se o rostlinu dosahující výšky nejčastěji 30–110 cm. Je vytrvalá a trsnatá s dřevnatým oddenkem. Listy jsou střídavé, přisedlé, s listovými pochvami. Lodyha je trojhranná, nahoře drsná, delší než listy. Čepele listů jsou asi 2–4 mm široké, ploché nebo uprostřed žlábkovité. Pochvy dolních listů jsou proužkované, hnědé, později až černé. Na bázi listové čepele je jazýček, který je širší než delší. Ostřice měkkoostenná patří mezi stejnoklasé ostřice, všechny klásky vypadají víceméně stejně a obsahují samčí a samičí květy. V dolní části klásku jsou samičí květy, v horní samčí. Klásky jsou uspořádány do cca 1,8–4,2 cm dlouhého lichoklasu (klasu klásků), který obsahuje cca 4–7 klásků. Na bázi klásku většinou nejsou štětinovité listeny, které by výrazně přesahovaly klásek. Květenství je víceméně souvislé, dolní 1–2 klásky jsou jen mírně oddáleny. Okvětí chybí. V samčích květech jsou zpravidla 3 tyčinky. Čnělky jsou většinou 2. Plodem je mošnička, která je zelená, v době zralosti až hnědá, vejcovitého tvaru, cca 3,5–4,7 mm dlouhá, na vrcholu náhle zúžená do relativně krátkého dvouzubého zobánku. Každá mošnička je podepřená plevou, která je za zralosti tmavá, tmavohnědá až rezavě hnědá, 3,3–4,5 mm dlouhá. Kvete nejčastěji v květnu. Počet chromozómů: 2n=56 nebo 58.

## Rozšíření
Ostřice měkkoostenná roste v Evropě a snad sahá i do západní Asie. Určit přesné rozšíření je těžké vzhledem k taxonomické obtížnosti skupiny.

### Rozšíření v Česku
V ČR se vyskytuje běžně od nížin do podhůří. Roste hlavně ve světlých listnatých lesích a v křovinách, někdy i na pasekách.

## Příbuzné druhy
V ČR roste ještě několik dalších druhů z taxonomicky obtížné skupiny ostřice měkkoostenné (Carex muricata agg.): ostřice klasnatá (Carex contigua s. str.), ostřice Pairaova (Carex pairae), ostřice mnoholistá (Carex leersiana), ostřice Chabertova (Carex chabertii) a ostřice přetrhovaná (Carex divulsa).